# Tegoribates bryophilus
Tegoribates bryophilus är en kvalsterart som beskrevs av Tyler A. Woolley 1965. Tegoribates bryophilus ingår i släktet Tegoribates och familjen Tegoribatidae. Inga underarter finns listade i Catalogue of Life.